# Іоанн Комнін
Іоанн Комнін (грец. Ἰωάννης Κομνηνός, нар. бл. 1015 — пом. 12 липня 1067) — політичний та військовий діяч Візантійської імперії.

## Життєпис
Походив з провінційного знатного роду Комнінів з Фракії. Син патрикія Мануїла Еротіка Комніна. Народився близько 1015 року в Константинополі. Близько 1020 року помирає його батько. Іоанн Комнін разом з Ісааком відповідно до заповіту батька опинився під опікою імператора Василя II. Навчався у Студійському монастирі. Після проходження необхідного військового вишколу потрапив до етерії (імператорської гвардії). 1040 року одружився з Анною із впливового роду Далассенів.
Брав участь у військових кампаніях часів імператора Костянтин IX. У 1057 році став одним зі змовників проти імператора Михайла VI. Незабаром очолив особисту охорону свого брата Ісаака, що став очільником повстання. Після повалення імператора Михайла VI призначається доместіком схол Заходу. Також отримав титул куропалата. У 1059 році відбив напади печенігів та угорців, яких змусив відступити за Дунай.
Після зречення брата від імператорського трону, попри намагання своєї дружини, відмовився боротися за владу. Завдяки цьому трон без спротиву зайняв Костянтин Дука. Іоанн Комнін залишався на посаді доместіка схол до 1064 року. Після цього відійшов від політики. Помер у 1067 році.

## Родина
Дружина — Анна, донька Олексія Харона.
Діти:
- Мануїл (1045—1071), протостратор
- Марія (1046/1049—після 1118), дружина протосебаста Михайла Тароніта
- Ісаак (1047—1102/1104), себастрократор
- Євдокія (1048/1053—д/н), дружина Никифора Мелісена, цезаря
- Феодора (д/н—після 1094), дружина співімператора Костянтина Діогена
- Олексій (1048—1118), візантійський імператор
- Адріан (1060/1065—1105), протосебаст
- Никифор (1062—бл. 1136), друнгарій вігли